# Astoria-Ditmars Boulevard
Astoria-Ditmars Boulevard è una stazione della metropolitana di New York, capolinea nord della linea BMT Astoria. Nel 2015 è stata utilizzata da 5 407 027 passeggeri, risultando l'ottantatreesima più trafficata della rete.

## Storia
La stazione venne aperta il 1º febbraio 1917 come capolinea nord della linea BMT Astoria, all'epoca diramazione della linea IRT Queensboro, e con il nome originale di Second Avenue. Nel 1949, insieme alle altre stazioni della linea, fu sottoposta ad una serie di lavori per permettere il passaggio del materiale rotabile della Brooklyn-Manhattan Transit Corporation, più largo di quello dell'Interborough Rapid Transit Company, che operava in precedenza sulla linea.

## Strutture e impianti
Astoria-Ditmars Boulevard è una stazione di superficie con due binari ed una banchina ad isola. Sulla banchina sono posizionate le due scale che portano al mezzanino posto sotto il piano binari, dove si trovano i tornelli.
Fuori dai tornelli sono presenti quattro scale, due per lato, che scendono al livello stradale; sempre qui, su un lato, c'è un collegamento pedonale che porta al Ditmars Plaza Mini Mall, situato al secondo piano del Garry Building. Questo negozio possiede una scala che scende a livello della strada, aggiungendo quindi un quinto ingresso alla stazione.
Inoltre, parte della stazione si trova al di sotto del viadotto della New York Connecting Railroad.

## Movimento
La stazione è servita dai treni di due services della metropolitana di New York:
- Linea N Broadway Express, sempre attiva;[5]
- Linea W Broadway Local, attiva solo nei giorni feriali esclusa la notte.[6]

## Interscambi
La stazione è servita da diverse autolinee gestite da MTA Bus.
- Fermata autobus